# Siergiej Martynow (zapaśnik)
Siergiej Aleksandrowicz Martynow (ros. Сергей Александрович Мартынов; ur. 20 marca 1971 w Moskwie, zm. w 1997) – radziecki i rosyjski zapaśnik w stylu klasycznym.
Dwukrotny olimpijczyk. Srebrny medalista z Barcelony 1992, ósmy w Atlancie 1996. 
Czterokrotny złoty medalista mistrzostw świata w 1991, 1993-1995. Pięć razy brał udział w mistrzostwach Europy, zdobył cztery medale, złoto w 1992, 1993 i 1996 roku. Drugi w Pucharze Świata w 1992.
Mistrz ZSRR z 1991 i WNP w 1992 roku.